# Kevin Berry
Kevin John Berry (Sydney, 10 de abril de 1945 - Sydney, 7 de dezembro de 2006) foi um nadador australiano, campeão olímpico em 1964.
Foi recordista mundial dos 200 metros borboleta entre fevereiro e agosto de 1962, entre outubro de 1962 e março de 1963, e entre março de 1964 e julho de 1967.
Entrou no International Swimming Hall of Fame em 1980.